# Jock Sturrock
Alexander Stuart „Jock“ Sturrock, MBE (* 14. Mai 1915 in Melbourne; † 11. Juli 1997 in Noosa Heads) war ein australischer Segler.

## Erfolge
Jock Sturrock nahm viermal an Olympischen Spielen teil. Sein Debüt gab er 1948 bei den Spielen in London, deren Segelregatten in der Tor Bay ausgetragen wurden. Sturrock trat als Skipper mit Crewmitglied Len Fenton in der Bootsklasse Star an und belegte mit diesem in der Moorina den siebten Gesamtrang. Er und Fenton waren ebenso wie Robert French, der in der Bootsklasse Firefly antrat, die ersten australischen Teilnehmer bei einer olympischen Segelregatta. Vier Jahre darauf ging er in Helsinki wiederum als Skipper an den Start, jedoch nunmehr im Drachen. Mit seinen Crewmitgliedern Douglas Buxton und Bevan Worcester kam er in der Vinha nicht über den zwölften Platz hinaus. Bei den Olympischen Spielen 1956 in Melbourne trat er in der 5,5-Meter-Klasse erneut mit Douglas Buxton und außerdem Devereaux Mytton als Crew an. Die drei Australier gewannen mit ihrem Boot Buraddoo eine der sieben Wettfahrten und wurden mit 4022 Punkten und damit nur 28 Punkten Rückstand auf die zweitplatzierten Briten um Skipper Robert Perry Dritter. Olympiasieger wurde das von Lars Thörn angeführte schwedische Boot. Neben der Silbermedaille von John Scott und Rolly Tasker, die Zweite im Sharpie wurden, war dies der erste Medaillengewinn australischer Segler bei Olympischen Spielen. 1960 segelte Sturrock in Rom die Buraddoo ein weiteres Mal in einer olympischen Regatta, blieb mit Rang zehn dieses Mal hinter den Medaillenrängen zurück. Zu Beginn der Spiele wurde er als Fahnenträger der australischen Delegation bei der Eröffnungsfeier ausgewählt.
1962 war Sturrock Skipper der Gretel, dem australischen Herausforderer-Boot beim America’s Cup. Er unterlag zwar mit 1:4 dem US-amerikanischen Team von der Weatherly, dennoch war der eine Siegpunkt die erste gewonnene Wettfahrt eines Herausforderers seit 1934 gewesen. Noch im selben Jahr wurde er zum Australier des Jahres gewählt. Fünf Jahre nach dem Wettbewerb mit der Gretel war Sturrock erneut Skipper des australischen Herausforderers, diesmal der Dame Pattie. Mit 0:4 unterlag er seinen US-amerikanischen Konkurrenten auf der Intrepid diesmal ohne Wettfahrtsieg. Er gewann in verschiedenen Bootsklassen zahlreiche nationale Titel: im Starboot gewann er zwischen 1935 und 1947 acht Titel, im Drachen siegte er dreimal in Folge von 1954 bis 1956, in der 5,5-Meter-Klasse war er 1956 und 1959 erfolgreich und siegte in der 6-Meter-Klasse 1946, 1947 und 1949. Außerdem nahm er mehrfach am Admiral’s Cup sowie elfmal an der Sydney-Hobart-Regatta teil.
Für seine Erfolge im Segelsport wurde Sturrock zum 1. Januar 1975 zum Member des Order of the British Empire ernannt. 1985 wurde er in die Sport Australia Hall of Fame aufgenommen. 2018 folgte auch die postume Aufnahme in die Australian Sailing Hall of Fame.